# 加尔法尼亚纳新堡
加尔法尼亚纳新堡（義大利語：Castelnuovo di Garfagnana）是意大利卢卡省的一个市镇。总面积28.5平方公里，人口6109人，人口密度214.4人/平方公里（2009年）。ISTAT代码为046009。